# 伊薩城
伊薩城（阿拉伯語：مدينة عيسى）是巴林的城鎮，由中央省負責管轄，位於該國北部，海拔高度9米，2010年人口40,810。2012年7月15日，該鎮的市集發生大火，燒毀逾450間商店。
26°10′25″N 50°32′52″E / 26.17361°N 50.54778°E